# 俺たちの旅
『俺たちの旅』（おれたちのたび）は、ユニオン映画製作で日本テレビ系日曜8時枠にて1975年10月5日から1976年10月10日まで毎週日曜20:00 - 20:54に放送された日本のテレビドラマ。全46話。三流私学・修学院大学の学生カースケ、その同級生オメダと、同郷の先輩で早大OB・グズ六が中心に織りなす友情と青春群像を活写し、生きることの意味、悩み、喜びなどについて問いかける。
放映後、続編となる単発のスペシャルドラマ特番が1985年、1995年、2003年に3作放映されたほか、『新・俺たちの旅 Ver.1999』と題し日本テレビ系「土曜ドラマ」枠で1999年にリメイクされた。ドラマ放送から50年を記念して、2025年9月に「The 50th Anniversary 俺たちの旅 スペシャルコンサート」が全国4都市で開催される。また、2026年1月には中村雅俊が初監督・主演となる映画「五十年目の俺たちの旅」が公開される。
ここでは、記事の関係上、平成になって放映された『新・俺たちの旅 Ver.1999』についても記す。

## 製作
当初予定されていた放映期間は2クール（半年）だったが、高視聴率を獲得し続けたことから結果的に4クール（1年）に放映期間が延長された。カラー、フィルム作品。
企画の岡田晋吉によると、最初の企画ではこのドラマは音楽と劇が融合したもので、その時々の若者たちの心理描写を従来ナレーションに任せるところを音楽と歌によって表現しようと試みたものと話している。ユニオン映画の担当者も、このような構成になったことについて「若者と音楽が切っても切れない関係にある世相を反映した結果のこと」と話している。
撮影に使われた『たちばな荘』は実在していたアパート（名前もそのまま。ただし、場所は杉並区方南、神田川の上水橋近く）。老朽化のため、2014年夏に取り壊されて、現在、跡地はコインパーキングとなっている。
撮影は1975年8月から始まった。

### キャスティングについて
脚本を務めた鎌田敏夫の話によると、主演の3人は最初、中村雅俊と村野武範、水谷豊を想定して企画を進め、村野、水谷にも出演を打診していたが、中村が主題歌を歌うと知るとまず水谷が降り、田中健に代わって、読売新聞の1975年8月17日付朝刊の日本テレビ秋の新番組広告には中村、田中と村野の3人で一緒に掲載されている。しかし村野側には前述の「音楽と劇が融合した」等の本作の当初の意図がわかりにくかったようで、台本を読んでからオファーに対して返答するとしていたものの、最終的には辞退。村野のマネージャーは「（村野にとって）今が青春ものを卒業して大人の役者になるのに向けて飛躍する重要な時期。台本を読んだが、村野を活かせるとは考えられなかったのでお断りした」と話している。そして企画の岡田はこれについて「（村野側は）単なる“青春歌謡ドラマ”と受け入れたのではないか」と推論している。

## あらすじ
カースケは修学院大学バスケットボール部のキャプテンでエースであったが、就職活動はほとんどせず、アルバイト中心でその日が楽しければよいというタイプであり、彼に好意を抱く部のマネージャー洋子の心配をよそに気楽な毎日を過ごしていた。
一方、親友のオメダは父親不在の生い立ちと彼自身の生真面目な性格からか、堅実なサラリーマンに対して執着を見せるなど、カースケと対照的な存在だった。また、同郷の先輩グズ六は勤めが長続きせず、恋人の紀子や母親の気をもませていた。
一旦は3人とも勤め人になるも、結局、正直すぎた彼らは不条理な社会の慣習や人間関係に縛られることを嫌い、同じ下宿の東大志望の浪人生ワカメと4人で「なんとかする会社」を立ち上げ、自由奔放、独立独歩の生活をする決心をしたのであった。

## キャスト

### レギュラー
津村浩介（カースケ）
演 - 中村雅俊
修学院大学バスケットボール部キャプテン。あだ名の由来は、短気で瞬間湯沸器並みにすぐカーッとなるため。故郷は水戸。両親は既に他界。大学卒業後、オメダと同じ不動産会社(東名不動産)に就職するが、社訓や社歌を何度も唱えさせられる事に我慢できず、入社早々に退職。のちに自分で「なんとかする会社」を立ち上げる。
熊沢伸六（グズ六）
演 - 津坂まさあき
カースケの小学校時代の先輩(カースケが2年生の時の6年生)。あだ名の由来は、何事にもグズグズして煮え切らない性格から。早稲田大学を卒業し就職するが、どこも長続きせず、兄の口利きで入社した一流企業も嫌な上司を殴ってクビになる始末。世界教育販売に再就職し、セールスマンとなる。なぜか女性によくモテる。
中谷隆夫（オメダ）
演 - 田中健
修学院大学バスケットボール部員でカースケの同輩。真面目で心優しい性格。あだ名の由来は「俺は駄目な男だ」とすぐに落ち込むところから“ダメオ”の逆読み。大学卒業後は不動産会社に就職するが、会社の理不尽な営業方針に思い悩んだ末、退職。カースケたちの「なんとかする会社」に合流する。
浜田大造（ワカメ）
演 - 森川正太
カースケたちと同じ下宿に住む、東大を目指す浪人生。あだ名の由来は、いつもヨレヨレのワカメのような寝間着を着ていることから。
のちに大学進学を諦め、カースケと共に「なんとかする会社」を立ち上げる。故郷は山梨。
山下洋子
演 - 金沢碧
修学院大学バスケットボール部のマネージャー。カースケに想いを寄せる。大学卒業後、NBSラジオのアナウンサーになる。
山下茂夫
演 - 瑳川哲朗
洋子の父。新聞社に勤務。結婚前に交際していた女性との間に娘がいる(洋子の腹違いの姉)。
山下幸子
演 - 小林千登勢
洋子の母。
稲葉みゆき
演 - 秋本圭子
カースケの妹。高校生（のちに水戸の短大へ進学）。両親の死後、おばの家に引き取られたため、稲葉姓を名乗っている。
中谷真弓
演 - 岡田奈々
オメダの妹。天真爛漫な高校生。カースケに淡い恋心を抱いている。
中谷美保
演 - 八千草薫
オメダの母で料亭「なかたに」の女将。過去に長谷との間に２子（オメダと真弓）を儲けるが、婚姻関係にはなく（長谷の妾）、子供たちにも父親の素性を明らかにしていない。
長谷義隆
演 - 岡田英次
関東精工の社長で、オメダと真弓の父。
熊沢しの
演 - 南美江
グズ六の母。厳格な性格。第2話、第18話に登場。以前は小学校の教員で、カースケの恩師でもある。
熊沢真一郎
演 - 中村伸郎
グズ六の父。第18話、第34話に登場。
熊沢昌也
演 - 中尾彬
グズ六の兄。一流商社に勤めるエリート商社マン。敏腕でプライドが高い。第39話に登場。
熊沢貴子
演 - 岩本多代
昌也の妻。第39話に登場。
竹内（熊沢）紀子
演 - 上村香子
グズ六の恋人。美人だが、少々おっちょこちょいな性格。ピアノ教師をしている。いつまでも煮え切らないグズ六にヤキモキするが、紆余曲折の末、晴れて結婚。
竹内健太郎
演 - 北村和夫
紀子の父。大手企業のサラリーマン。常識人で普段は人当たりも良いが、娘を思うあまり、グズ六に対しては頑なな態度を取る。
竹内綾子
演 - 津島恵子
紀子の母。グズ六（とカースケたち）のことをあまり快く思っていない。
坂田大五郎
演 - 名古屋章
カースケたちが下宿することになる、たちばな荘の大家兼いろは食堂の主人で、気のいい人物。妻とはすでに死別。競艇が趣味。
坂田奈美
演 - 水沢有美
大五郎の一人娘。24歳。グズ六に片想いしている。少々頼りない父親を尻に敷きつつ、食堂を切り盛りする。
谷昌彦
演 - 穂積隆信
グズ六の会社「世界教育販売」の営業部長。学生時代のあだ名は「ドジ」。世界教育販売の倒産後は部下であった和子、順子と共に焼鳥屋「ドジ裏」を開業。
森田和子
演 - 関谷ますみ
グズ六の同僚。グズ六に片想いをしている。
野中順子
演 - 丘淑美
グズ六の同僚。和子同様、グズ六に片想いをしている。
矢沢隆行
演 - 松川勉
洋子のアルバイト（のちに就職）先である「NBSラジオ」の先輩局員。
桜井時江
演 - 結城美栄子
たちばな荘の住人。第16話、第23話、第36話に登場。個人で金貸しをしている。佐山産業に勤務。
浜田庄三
演 - 谷村昌彦
ワカメの父親。
浜田房江
演 - 風見章子
ワカメの母親。
浜田玲子（大嫌い）
演 - 檀ふみ
ワカメの従姉妹。勝気でお高い性格。第30話～第32話に登場。夫に嫌気が差し、新婚旅行から1人で帰ってきた。カースケに好意を抱くも素直になれず、「大嫌い」と書いた手紙をカースケに渡したことから、このあだ名がつく。
滝田
演 - 武岡淳一
ワカメの故郷の同級生。ワカメと同じ予備校に通う。
金井玉三郎
演 - 石橋正次
カースケの水戸時代の悪友。吉祥寺で再会したときはヤクザになっていた。得意技は金蹴り。第4話、第10話、第11話、第14話に登場。第14話で堅気になろうとしていた矢先、暴力団抗争に巻き込まれ命を落とす。
井口義和
演 - 片岡五郎
オメダの上司で東名不動産係長。のちに別会社の課長となってオメダと再会する。
バスケット部員
演 - 山西道広、三景啓司
カースケ、オメダと同学年。第3話などに登場。
後輩バスケット部員
演 - 保積ぺぺ、清水昭博、福田信昭、岡田直樹、佐久間宏則

### ゲスト
第1話
ウェイトレス
演 - 原田千枝子
第2話でも回想シーンで登場。
ホットパンツ姿のその美脚にカースケが見とれる。
監督
演 - 関川昇
修学院大学バスケットボール部の監督。補欠のオメダが試合に出られるように仮病を使うカースケの意図を汲み、オメダを起用する。
芸者・そめか
演 - 北島マヤ
オメダの実家「なかたに」へ出入りする芸者。第3話にも登場。
- 林理恵
- 清水かずみ
- 西野マリ

第2話
駅の男性
演 - だるま二郎
井の頭公園駅で吸い殻を灰皿に捨てるようグズ六の母に注意される学生。
- 浦園恵子
- 児玉典子

第3話
東西製鉄社員
演 - 松崎真
ビルの窓清掃の仕事をそっちのけで、会社の女性事務員に色目を使うカースケ（とオメダ）を室内から怒鳴りつける。
- 小池泰光

第4話
ヤクザ
演 - 角友司郎
玉三郎の兄貴分。14話にも登場。
則子
演 - キャッシー
玉三郎が惚れている女性。玉三郎にオメダから奪った高級腕時計をプレゼントされた。14話にも登場する。
- 佐藤浩市
- 平田典子
- 大山豊

第5話
山下史郎
演 - 高橋淳一
洋子の弟。
- 三原博
- 飯田テル子
- 藤原釜足
- 矢野みち
- 山名秀子
- 近江大介
- 吉井悦子
- 林しげ美
- 富塚智恵

第6話
- 熟田一久

第7話
トミナガ
演 - 永野裕紀子
ワカメの高校時代の同級生。
- 北川博子
- 竹村真吾
- 久里和代
- 近江大介
- 今井和雄
- 中野浩子
- 寺本梢

第8話
テツオ（カースケのバイト仲間）の母親
演 - 野村昭子
大衆食堂を経営しているが、詐欺に遭った影響から資金繰りに困っている。
- 佐藤晴道
- 宮崎和命
- 桑原大輔
- 小田康博
- 戸井田稔
- 佐久間定幸

第9話
三浦恵子
演 - 多岐川裕美
カースケとオメダが清掃アルバイトに行ったビルに勤務していたOL。オメダが心惹かれデートに誘う。
寺田
演 - 富川澈夫
恵子の婚約者。かつては恵子の同僚だったが、汚職事件の責任を負わされ退職させられたのち、今では荒んだ生活を送っている。
- 本庄和子
- 三上昭子
- 近江大介

第10話
長谷雪絵
演 - 志摩みずえ
関東精工社長令嬢。オメダの腹違いの妹であり、紀子の大学の後輩でもある。オメダが兄であることを知らず、好意を持ってしまう。
小料理屋女将
演 - 文野朋子
オメダの実家「なかたに」近くの小料理屋「せ喜」の女将。美保の駆け込み寺的な存在であり、長谷との親交もある。第21話にも登場。
- 近江大介

第11話
栗山秋子
演 - 浜美枝
カースケが好意を抱いた、神秘的な女性。
のり子
演 - 石井くに子
玉三郎のガールフレンド。
- 入江正徳
- 平野稔
- 飯田誠
- 藤方宏治

第12話
カースケのおば
演 - 町田博子
那珂湊で雑貨商店「稲葉屋」を夫婦で営んでおり、みゆきの母親代わりとなっている。20話にも登場する。
- 中里尚代
- 佐藤恵子

第13話
かおり
演 - 桃井かおり
芸術家を目指す美大生。カースケは「ボインちゃん」と呼ぶ。下宿から家出したオメダをルームメイトとして招く。第38話にも登場。
- 富塚智恵
- 中村清美

第14話
清水和也
演 - 河原崎建三
いろは食堂の隣でスナック「ポコ・ア・ポコ」を営む。家業にはあまり熱心でなく、頻繁にいろは食堂に遊びに来る。
清水祥子
演 - 三浦真弓
和也の妻。実質的にスナックを切り盛りしている。和也が奈美と話すたびに焼きもちからヒステリックになる。

第15話
田所
演 - 花沢徳衛
カースケのバイト先のガラス工場工員。頑固な職人気質。
ガラス工場の工員
演 - 森下哲夫
田所の物言いに対してふて腐れるカースケをなだめ、仲裁に入る。
- 鹿島信哉
- 小林勝也
- 橋本仙三
- 吹田麗子
- 今井和雄

第16話
佐山吉男
演 - 住吉正博
グズ六の大学時代の同級生。旧姓:市川。時江が働く、佐山産業の営業部長。
- 斉藤秀雄
- 鈴木伸郎

第17話
久原千吉
演 - 下條正巳
吉祥寺駅付近でおでん屋台を営む男性。カースケたちと懇意になる。
安西かずみ
演 - 宇津宮雅代
「NBSラジオ」の人気パーソナリティ。自分の番組内で「上海帰りのリル」を流す。

第18話
牧師
演 - 梅津栄
グズ六と紀子の挙式を担当した牧師。19話の冒頭にも登場。

第19話
滝沢
演 - 下川辰平
谷の同級生で級長だった男。谷を幼少時から「ドジ」と呼んでいじめていた。熱海のホテルで偶然谷と再会する。
谷夏江
演 - 真屋順子
谷の妻。谷が同級生に騙され家を失ったことで愛想を尽かし、娘を連れて熱海の実家へ帰っている。
滝沢の愛人
演 - 山科ゆり
- 鈴木麻子

第20話
勇吉
演 - 大宮敏充
カースケのアルバイト先の従業員。カースケがリフトの運転を誤り、パレットが崩れたため足を怪我する羽目になる。
- 田代信子
- 町田博子
- 富田浩太郎
- 今西正男
- 手塚敏郎

第21話
- 玉井碧
- 佐久間定幸
- 秋山隆次郎
- 窪田吾朗
- 文野朋子

第23話
- 岸野一彦
- 丸山詠二
- 暮林修
- 殿岡美恵子
- 福田勝洋
- 宇野壬麻

第24話
村岡
演 - 森次晃嗣
カースケの出身高である水戸第一高校のバスケットボール部OB。実業団リーグでも名選手だったことから、カースケが憧れを抱く人物。カースケがバイトに行った際、東西運輸の担当上司として再会する。
神保
演 - 河原崎長一郎
東西運輸と契約しているトラック運転手。カースケのようなバイトにも優しく接してくれるが、無理な勤務状況が重なり事故を起こしてしまう。
- 坂口芳貞
- 川畑佳子
- 川畑雄介
- 鵜沢秀行

第25話
芸者
演 - 十勝花子
オメダの家に出入りしている芸者。
- 小瀬格
- 上田かほり
- 矢野みち
- 小泉郁之助
- 萩原実次郎
- 斉藤正人
- 北上忠行
- 郷浦澄人
- 秋元秀予
- 飯塚小夜
- 中道進

第26話
植村
演 - 植木等
港湾会社の社員。この男の生き様にカースケは共鳴するが…

植村の妻
演 - 本山可久子
- 中江真司
- 土部歩
- 寺島信子　ー定食屋のおばちゃん
- 須永慶
- 永井譲滋
- 中江真司
- 渋田欣也
- 郷浦澄人
- 矢島洋子
- 堤昭夫
- 広橋すみれ

第27話
松村正義
演 - 山本紀彦
奈美の見合い相手。食堂を経営。
サラリーマン風の男
演 - 菅野直行
井の頭公園駅付近で、紀子にグズ六と間違えられ抱きつかれる男性。その後いろは食堂まで逃げる紀子を追ってくる。
藤村かずお
演 - うえずみのる
ホテルの食堂で、紀子に奈美のお見合い相手と勘違いされ話し掛けられる男性。
- 市川千恵子

第28話
平野幸代
演 - 浅野真弓
オメダが高校時代に恋した女性。看護婦として勤務する病院でオメダと4年ぶりの再会を果たす。
- 加藤茂雄
- 小瀬格
- 林秀樹
- 槇峠美知子
- 小島孝夫
- 叶年央
- 松本松江

第29話
森口平一郎
演 - 加藤嘉
カースケのバイト先の牛乳工場で警備員として勤務する初老の男性。カースケを通じてオメダから住宅購入を勧められる。
森口の妻
演 - 赤木春恵
牛乳工場の上司
演 - 金内喜久夫
- 和泉喜和子
- 西朱実
- 飯田テル子
- 大原穣子
- 郷浦澄人
- 中道進
- 町田幸夫
- 五十嵐美鈴
- 野路きくみ
- 小川吉信
- 宮本茂
- 鷲津遼子
- 井熊典子
- 渡辺次雄

第30話　「大嫌い」三部作・序章
浜田玲子 - ワカメの従姉妹（大嫌いの本人）
演 - 壇ふみ【ゲスト俳優】
東大に現役合格した秀才だったが、入学はしていない。プライドが高く、ワカメを見下している。
ワカメのおじ
演 - 大村千吉
ワカメの従姉妹（大嫌いの妹）
演 - 嶋めぐみ
姉の玲子とは真逆の、明るくオープンな性格。カースケの身延での行動を手助けしてくれる。

第31話　「大嫌い」三部作・第二章
浜田玲子 - ワカメの従姉妹（大嫌いの本人）
演 - 壇ふみ【ゲスト俳優】
ローラ
演 - スーザン
玲子がアメリカの事業で起用を予定している女板前。カースケと波長が合いデートする。
- 小瀬格
- 田辺しげる
- 山口純平

第32話　「大嫌い」三部作・最終章
浜田玲子 - ワカメの従姉妹（大嫌いの本人）
演 - 壇ふみ【ゲスト俳優】
かずみ
演 - 沙川露里
カースケのバイト先のコンクリート工場の同僚。カースケがちょっかいを出す。

第33話
朝子
演 - 山口いづみ
カースケがバイトする喫茶店に来店した客。店にライターを忘れていく。
藤本
演 - 長谷川明男
高校の英語教師。グズ六の高校の先輩で、みゆきの恩師でもある。妻を亡くしている。
けいこ
演 - 津山登志子
カースケの喫茶店アルバイトの同僚。
朝子の兄
演 - 入江正徳
喫茶店のカップルの女性
演 - 牧エミ

第34話
八百屋のおじさん
演 - 鈴木信郎
ワカメに棚作りを依頼し、「なんとかする会社」を思いつく切っ掛けをつくった人物。
吉祥寺のホステス
演 - 立花りえ
「なんでもする会社」に赤ん坊の子守を依頼するため、いろは食堂を訪れる。

第35話
安井
演 - 三谷昇
東名不動産社員。オメダの同僚。
解体現場の男
演 - 丸岡将一郎
仕事を請負ったカースケとワカメに、依頼主からピンハネされている事実を教える。
建設会社山崎組社長
演 - 南利明
現場の相場を知らないカースケとワカメに、解体工事を低賃金で依頼する。
- 森田はるか
- 山田早苗
- 郷浦澄人
- 宮本茂
- 金沢寿一
- 中道進

第36話
永井タカシ
演 - 丹波義隆
時江から百万円を借り、シトロエン・バンでのスパゲッティ移動販売を始めた青年。
永井清美
演 - 東啓子
タカシの妻。時江と同郷。急にシトロエンを買うなど予定外の出費をするタカシと意見が合わず、不安を抱えている。
- 尾崎八重
- 菅原慎予
- 北上忠行
- 落合泉
- 日比野澄子

第37話
助教授
演 - 遠藤征慈
オメダに引越しの仕事を依頼する。
- 金子勝美
- 音羽久米子
- 猪瀬精二

第38話
かおり
演 - 桃井かおり
- 芳賀まり子
- 矢島洋子

第39話
坂口
演 - 柴俊夫
昌也の部下。関東物産副社長の息子。関東物産の若手有望社員として期待されるが、昌也に退職の意思を伝える。
ケイコ
演 - 伊藤めぐみ
坂口の恋人。
関東物産部長
演 - 内田稔
昌也の上司。

第40話
石井明子
演 - 丘みつ子
カースケが仕事に赴いた青果店「八百修」を切り盛りする女性。カースケと惹かれ合う。
石井義夫
演 - 寺田農
明子の亭主。失踪中。八百修を捨て陶芸の道を目指すも挫折した。明子を忘れられないでいる。
明子の義父（義夫の父）
演 - 小栗一也
八百修の店主。穏やかで優しい性格。失踪した息子や自分の犠牲になることは無いと、明子にカースケと交際することを勧める。
- 加藤和恵

第41話
八木
演 - 小池朝雄
居酒屋で酔ったカースケが地元・那珂湊の話を大声でしていたところを突然殴って去っていった男。カースケの母の元恋人。
とも子
演 - 安田道代
カースケが八木を追って訪れた伊豆でBARを経営する女性。
- 呉恵美子
- 山岡正義

第42話
矢島啓一
演 - 浜畑賢吉
カースケとグズ六が手伝いを請け負った、染め物工場の職人。染色の仕事を愛しているが、家族と離れて暮らさなければこの仕事を続けられない悩みを抱えている。
田島
演 - 小林勝也
グズ六のかつての同僚で、今は独立し事業を展開。グズ六に「なんとかする会社」との提携を持ちかける。
矢島の妻
演 - 進千賀子

第43話
正一
演 - 小原秀明
カースケと同郷。高校時代にいつもつるんでいた親友。
節子
演 - 竹下景子
高校時代のカースケと正一の共通のマドンナ。

第44話
大学時代のバスケット部員・松井の母
演 - 今井和子
- 門岳五郎
- 赤司まり子
- 鳴海吾郎
- 鵜沢秀行
- 上田正雄

第45話
秋津理恵
演 - 金沢碧（洋子との二役）
オメダが気に掛ける、洋子に瓜二つな女性。
- 塩島昭彦
- 南一恵
- 鮎川千代
- 如月由比
- 山谷初男

第46話
モノレールに乗っていた女性の彼氏
演 - ジャンボ鶴田
- 福田信昭
- 島桂子
- 大久保あかね
- 下山芳弘

## スタッフ
- 企画 - 岡田晋吉(日本テレビ)
- 脚本 - 鎌田敏夫、畑嶺明、桃井章、水木凡、剣持亘、野瀬洲、大原豊
- 音楽 - トランザム（選曲：鈴木清司）
- 監督 - 斎藤光正、出目昌伸、土屋統吾郎、恩地日出夫、大森健次郎、小山幹夫、木下亮
- 予告ナレーター - 中江真司
- プロデューサー - 中村良男(日本テレビ)、奈良邦彦(文学座)、山本剛正(ユニオン映画)
- 製作 - ユニオン映画

## 楽曲
オープニング
「俺たちの旅」
作詞・作曲：小椋佳　編曲：チト河内　歌：中村雅俊
4th Single：第46話【終】では「ただお前がいい」に続き、総エンディングとして使用
エンディング
「ただお前がいい」
作詞・作曲：小椋佳　編曲：チト河内　歌：中村雅俊
4th Single Side-B

### 挿入歌
「猫背のあいつ」（第4話）
作詞：喜多條忠　作曲：平戸勉　編曲：篠原信彦　歌：中村雅俊
アルバム「ふれあい」収録
「ふれあい」（第7話）
作詞：山川啓介　作曲：いずみたく　編曲：大柿隆　歌：中村雅俊
1st Single：第7話のエンディングとして使用
「千住大橋」（第11話）
作詞：喜多條忠　作曲：叶弦大　編曲：萩田光雄　歌：石橋正次
「想い出のかたすみに」（第12話）
作詞：みなみらんぼう　作曲：ブルース・バウアー　編曲：西村誠　歌：中村雅俊
アルバム「ふれあい」収録
「私の町 MY HOME TOWN」（第20話）
作詞・作曲：中村雅俊　編曲：ラストショウ　歌：中村雅俊
アルバム「さよならの吸殻」収録
「生きる」（第21話、第29話）
作詞：山川啓介　作曲：いずみたく　編曲：大柿隆　歌：田中健
「青春の坂道」（第22話）
原案：中司愛子　作詞：松本隆　作曲：森田公一　編曲：瀬尾一三　歌：岡田奈々
「木もれ陽」（第28話）
作詞：山川啓介　作曲：いずみたく　編曲：大柿隆　歌：田中健
「街の灯 CITY LIGHT」（第33話）
作詞：山川啓介　作曲：中村雅俊　編曲：ラストショウ　歌：中村雅俊
アルバム「さよならの吸殻」収録
「盆帰り」（第33話）
作詞・作曲：小椋佳　編曲：安田裕美　歌：中村雅俊
5th Single：第33話のエンディングとして使用

### 劇中歌
「あゝ青春」（第12話、第29話）
作詞：松本隆　作曲：吉田拓郎　歌：中村雅俊
アルバム「想い出のかけら」収録
「ただお前がいい」（第22話）
作詞・作曲：小椋佳　編曲：チト河内　歌：中村雅俊
「白い一日」（第28話）
作詞：小椋佳　作曲：井上陽水　歌：浅野真弓（オリジナル：井上陽水）
「プカプカ」（第38話）
作詞・作曲：西岡恭蔵　歌：中村雅俊、桃井かおり（オリジナル：西岡恭蔵）

## 放送日程
| 話数 | 放送日         | サブタイトル                           | 脚本            | 監督       |
| ---- | -------------- | -------------------------------------- | --------------- | ---------- |
| 1    | 1975年10月5日  | 男はみんな淋しいのです                 | 鎌田敏夫        | 斎藤光正   |
| 2    | 1975年10月12日 | 男はどこか馬鹿なのです                 | 鎌田敏夫        | 斎藤光正   |
| 3    | 1975年10月19日 | 男はいつか歩き出すのです               | 桃井章          | 出目昌伸   |
| 4    | 1975年10月26日 | 男の友情は哀しいのです                 | 鎌田敏夫        | 出目昌伸   |
| 5    | 1975年11月2日  | 女もなぜか淋しいのです                 | 鎌田敏夫 桃井章 | 斎藤光正   |
| 6    | 1975年11月9日  | 男の人生には色んな事があるのです       | 鎌田敏夫        | 斎藤光正   |
| 7    | 1975年11月16日 | 人はみなひとりでは生きてゆけないのです | 鎌田敏夫        | 土屋統吾郎 |
| 8    | 1975年11月23日 | 男の胸には哀しさがあるのです           | 畑嶺明          | 土屋統吾郎 |
| 9    | 1975年11月30日 | 男はいつか愛を知るのです               | 畑嶺明          | 恩地日出夫 |
| 10   | 1975年12月7日  | おふくろさんも女なのです               | 鎌田敏夫        | 大森健次郎 |
| 11   | 1975年12月14日 | 男はみんなロマンチストなのです         | 畑嶺明          | 斎藤光正   |
| 12   | 1975年12月21日 | 妹はちょっと甘えてみたいのです         | 桃井章          | 斎藤光正   |
| 13   | 1975年12月28日 | 男は自立したがるものなのです           | 水木凡          | 小山幹夫   |
| 14   | 1976年1月11日  | 馬鹿がひとりで死んだのです             | 鎌田敏夫        | 小山幹夫   |
| 15   | 1976年1月18日  | 男の心はかよいあうのです               | 畑嶺明          | 斎藤光正   |
| 16   | 1976年1月25日  | 男には女の淋しさが胸にしみるのです     | 剣持亘          | 斎藤光正   |
| 17   | 1976年2月1日   | 父親は淋しい生き物なのです             | 桃井章          | 恩地日出夫 |
| 18   | 1976年2月8日   | 結婚するのも大変なのです               | 鎌田敏夫        | 斎藤光正   |
| 19   | 1976年2月15日  | 新婚旅行がまた大変です                 | 鎌田敏夫        | 斎藤光正   |
| 20   | 1976年2月22日  | 本気になって生きていますか?            | 鎌田敏夫        | 土屋統吾郎 |
| 21   | 1976年2月29日  | 親父さんも男なのです                   | 畑嶺明          | 土屋統吾郎 |
| 22   | 1976年3月7日   | 少女はせつなく恋を知るのです           | 桃井章          | 小山幹夫   |
| 23   | 1976年3月14日  | ついに東大に入りました!?               | 鎌田敏夫        | 小山幹夫   |
| 24   | 1976年3月21日  | 男の道はきびしいのです                 | 畑嶺明          | 斎藤光正   |
| 25   | 1976年3月28日  | やっと卒業いたしました                 | 鎌田敏夫        | 斎藤光正   |
| 26   | 1976年4月4日   | 男は力いっぱい生きるのです             | 畑嶺明 野瀬洲   | 土屋統吾郎 |
| 27   | 1976年4月11日  | うちの嫁さんチョコちゃんなのです       | 鎌田敏夫        | 土屋統吾郎 |
| 28   | 1976年4月18日  | 木もれ陽の中に想い出が消えたのです     | 桃井章          | 斎藤光正   |
| 29   | 1976年4月25日  | 生きるのがへたな男もいるのです         | 畑嶺明          | 斎藤光正   |
| 30   | 1976年5月2日   | ふられ男が旅に出ました                 | 鎌田敏夫        | 小山幹夫   |
| 31   | 1976年5月9日   | 大嫌いがやってきました                 | 畑嶺明          | 小山幹夫   |
| 32   | 1976年5月16日  | 愛するってどういうことですか?          | 鎌田敏夫        | 斎藤光正   |
| 33   | 1976年5月23日  | 妹の涙をある日見たのです               | 桃井章          | 斎藤光正   |
| 34   | 1976年5月30日  | 気楽に生きればなんとかなります         | 鎌田敏夫        | 土屋統吾郎 |
| 35   | 1976年6月6日   | 一緒に仕事をはじめました               | 畑嶺明          | 土屋統吾郎 |
| 36   | 1976年6月13日  | 男には美しさがあるのです               | 畑嶺明          | 小山幹夫   |
| 37   | 1976年6月20日  | お兄ちゃんはお母さんの恋人です         | 鎌田敏夫        | 斎藤光正   |
| 38   | 1976年7月4日   | 哀しい愛もあるのです                   | 野瀬洲 畑嶺明   | 斎藤光正   |
| 39   | 1976年7月11日  | ニッポンの将来はどうなりますか?        | 鎌田敏夫        | 木下亮     |
| 40   | 1976年7月25日  | やさしさだってあるのです               | 畑嶺明          | 木下亮     |
| 41   | 1976年8月1日   | 生きてる限りせつないのです             | 鎌田敏夫        | 斎藤光正   |
| 42   | 1976年8月29日  | 男は生きがいをもとめるものです         | 畑嶺明          | 斎藤光正   |
| 43   | 1976年9月12日  | 愛しているから別れるのです             | 鎌田敏夫        | 土屋統吾郎 |
| 44   | 1976年9月26日  | 友情ってなんでしょう?                  | 畑嶺明          | 土屋統吾郎 |
| 45   | 1976年10月3日  | 愛しているから哀しいのです             | 鎌田敏夫 大原豊 | 斎藤光正   |
| 46   | 1976年10月10日 | 男の旅はいつまでも続きます             | 鎌田敏夫 畑嶺明 | 斎藤光正   |

### 放送局
特記なしは、日曜 20:00 - 20:54に放送（同時ネット）。
- 日本テレビ
- 札幌テレビ[25]
- 青森放送[26]
- テレビ岩手[27]
- 秋田放送[28]
- 山形放送[29]
- ミヤギテレビ[30]
- 福島中央テレビ[30]
- 山梨放送[31]
- 新潟総合テレビ[32]
- 信越放送[31]
- 静岡放送：月 - 金 17:00 - 17:55（1976年10月時点[33]）
- 北日本放送[34]
- 北陸放送：月曜 16:00 - 16:55[35]
- 福井放送[34]
- 中京テレビ[36]

- よみうりテレビ[37]
- 日本海テレビ[38]
- 広島テレビ[39]
- 山口放送[40]
- 四国放送[37]
- 西日本放送[39]
- 南海放送[40]
- 高知放送[40]
- 福岡放送[41]
- テレビ長崎[41]
- 熊本放送[41]
- テレビ大分[42]
- テレビ宮崎[43]
- 鹿児島テレビ[43]
- 沖縄テレビ：水曜 11:00 - 11:55[44]

## 提供
- 大正製薬
- SSKスポーツ品
- ヤンマー
- ニットータイヤ
- 明治製菓
- 明治乳業

## スペシャル版
本放送終了後の10年後・20年後・約30年後（2003年）の節目に、主人公3人や周囲の人々のその後を描いた続編が単発スペシャル特番で放映された。第2作まではフィルム撮影だったが、第3作はビデオ撮影となった（回想シーンは過去のフィルム映像を使用）。
全3作とも鎌田敏夫脚本・斎藤光正監督のコンビである。

### キャスト（スペシャル版）
『俺たちの旅 十年目の再会』（1985年9月4日）
- 津村浩介（カースケ） - 中村雅俊
- 中谷隆夫（オメダ） - 田中健
- 熊沢伸六（クズ六） - 秋野太作
- 山下洋子 - 金沢碧
- 中谷真弓（オメダの妹） - 岡田奈々
- 熊沢紀子（グズ六の妻） - 上村香子
- 浜田大造（ワカメ） - 森川正太
- 神崎小枝子 - 左時枝
- 佐伯 - 永島暎子
- 洋子の結婚相手 - 角野卓造
- 浜田（ワカメ）の妻 - 田坂都
- 一柳みる、水木薫

『俺たちの旅 二十年目の選択』（1995年9月1日）
- 津村浩介（カースケ） - 中村雅俊
- 中谷隆夫（オメダ） - 田中健
- 熊沢伸六（クズ六） - 秋野太作
- 山下洋子 - 金沢碧
- 中谷真弓（オメダの妹） - 岡田奈々
- 熊沢紀子（グズ六の妻） - 上村香子
- 田中（浜田）大造（ワカメ） - 森川正太
- 津村聡子（カースケの妻） - 石井苗子
- 神崎小枝子（オメダの妻） - 左時枝
- 田中千晴（ワカメの妻） - 神田うの
- 熊沢里香（グズ六の娘） - 小島聖
- 吉村（宮前精工研究員） - 北村総一朗
- 宮前恭子 - 岩崎加根子
- 本社役員 - 平泉成
- 山田侑磨

『俺たちの旅 30年SP 三十年目の運命』（2003年12月16日）
- 津村浩介（カースケ） - 中村雅俊
- 中谷隆夫（オメダ） - 田中健
- 熊沢伸六（グズ六） - 秋野太作
- 浜田大造（ワカメ） - 森川正太
- 熊沢紀子（グズ六の妻） - 上村香子
- 真弓（オメダの妹） - 岡田奈々
- 津村直也（カースケの息子） - 東新良和
- 節子（ベニスから帰国途中にカースケと出会う） - 十朱幸代
- 津村聡子（カースケの妻） - 石井苗子
- 神崎小枝子（オメダの妻） - 左時枝
- 田中千晴（ワカメの妻） - 神田うの
- やっさん（漁師） - 上田耕一
- 佐伯（オメダの元彼女） - 永島暎子
- 保田（洋子の夫・大東大の教授） - 森本レオ
- 清七（漁師） - 布施博（友情出演）
- 延子（フリースクール教師） - 床嶋佳子
- 睦美（島の住民） - 根本はるみ

### エピソードリスト
| 話数 | エピソードタイトル               | 初回放送日     | 脚本     | 演出     |
| --- | -------------------------------- | -------------- | -------- | -------- |
| 1 | 俺たちの旅 十年目の再会          | 1985年9月4日   | 鎌田敏夫 | 斎藤光正 |
| 「オメダが消息を絶った」との一報を受けたグズ六はカースケに連絡を取り、オメダの住む鳥取に向かう。そこでカースケは洋子と再会する。 |                                  |                |          |          |
| 2 | 俺たちの旅 二十年目の選択        | 1995年9月1日   | 鎌田敏夫 | 斎藤光正 |
| カースケは妻の実家の会社の社長、グズ六は小さな人材派遣会社を経営、オメダは鳥取に根を下ろして市長選への出馬準備中。それぞれの人生を歩んでいたカースケらに、身延町で旅館を始めたワカメから招待状が届いた。彼らは久々に再会することになるが… |                                  |                |          |          |
| 3 | 俺たちの旅 30年SP 三十年目の運命 | 2003年12月16日 | 鎌田敏夫 | 斎藤光正 |
| オメダは鳥取県米子市の市長になっていた。密かに帰国していたカースケは、洋子がすでに亡くなっていたことをオメダから聞かされ、洋子の夫を訪ねる。                                                                                              |                                  |                |          |          |

## 関連商品

### レコード・CD
シングル
- 「俺たちの旅／ただお前がいい」 中村雅俊 （1975年10月、日本コロムビア P-440）
- 「千住大橋／おきざり」 石橋正次 （1975年10月、日本クラウン CW-1526）
- 「生きる／木もれ陽」 田中健 （1976年3月、日本コロムビア P-452）
- 「青春の坂道／恋はかくれんぼ」 岡田奈々 （1976年3月、NAVレコード NA-32）
- 「盆帰り／風のない日」 中村雅俊 （1976年5月、日本コロムビア PK-7）

アルバム
- 「俺たちの旅 オリジナル・サウンド・トラック」 トランザム （1975年11月、ブラック BAL-1005）
- 「俺たちの旅II オリジナル・サウンド・トラック」  トランザム （1976年4月、ブラック BAL-1009）
- 「俺たちの旅 オリジナル・サウンド・トラック～コンプリート・エディション」 トランザム （2002年5月、テイチク TECN-25786） 
BAL-1005、BAL-1009の2枚を1枚のCDに収録。
- 「俺たちの旅・青春の詩～俺たちシリーズ主題歌・挿入歌集」（2004年8月、日本コロムビア COCP-32864） 
TVドラマ『俺たちの旅』の主題歌・挿入歌全11曲と「俺たちの旅」「ただお前がいい」の各TVサイズを収録。

### DVD・Blu-ray
全作品がバップよりDVD発売。2010年1月には、ブルーレイディスクが全6巻で（全46話およびスペシャル版3作を収録）バップより発売された。ただしHDマスターではなく、SD素材のアップコンバート収録である。
DVD
　
Blu-ray
- 俺たちの旅＋SP 3作品
  - 俺たちの旅 Vol.1（2010年1月27日、バップ、VPXX-71121）
  - 俺たちの旅 Vol.2（2010年1月27日、バップ、VPXX-71122）
  - 俺たちの旅 Vol.3（2010年1月27日、バップ、VPXX-71123）
  - 俺たちの旅 Vol.4（2010年1月27日、バップ、VPXX-71124）
  - 俺たちの旅 Vol.5（2010年1月27日、バップ、VPXX-71125）
  - 俺たちの旅 Vol.6（2010年1月27日、バップ、VPXX-71126）

## 備考
- 香港では、1977年に「前程錦繡」のタイトルで放送され、主題歌の「俺たちの旅」は現在も数々の香港の歌手達によってカバーされている。

## リメイク版
『新・俺たちの旅 Ver.1999』と題し、1999年7月3日から9月11日まで毎週土曜21:00 - 21:54に、「土曜ドラマ」枠で森田剛・三宅健・岡田准一（V6/Coming Century）主演で放送された。『俺たちの旅』をリメイクし、あらすじと台本の起承転結はそのまま、構成を放送当時の若者の思考に書き換えた（例：友達の借金返済のために3人してバイトに励む→借金のために金を貯めて買った命より大事なエアマックスを売って金に換える。と言ったもの）また当時の世相にあわせ「会社を建てて独立した生活」ではなく「夢も人生もあきらめ、やりたいこともないプー太郎（ニート）3人の日常」、ワカメの家が「下宿」から「スラム街のアパート」に変更された（最終作とされている俺たちの祭以来、21年振りの「俺たち」シリーズ連続新作、これを含めて四部作といえる）。その後、前述の通りオリジナル版の続編も別に制作されたため、パラレルワールドともいえる作品となった。

### キャスト（新・俺たちの旅 Ver.1999）

#### レギュラー出演
- 津村浩介（カースケ） - 森田剛
- 中谷隆夫（オメダ） - 三宅健
- 熊沢伸六（グズ六） - 岡田准一
- 竹内紀子 - 宝生舞
- 山下洋子 - 上原さくら
- 陳子好（ワカメ） - チューヤン
- 中谷真弓 - 愛里
- 坂田大吾郎 - 永澤俊矢
- 坂田奈美 - 国分佐智子
- 谷部長 - 佐藤B作
- 竹内健太郎 - ベンガル
- 竹内綾子 - 冨士眞奈美
- 熊沢しの - 左幸子（特別出演）
- 中谷美保 - 風吹ジュン

#### ゲスト出演
第2話
- 実の父親（真弓が援助交際していた相手）を親父狩りした息子 - 笠原秀幸

第8話
- ストリートミュージシャン - 坂本昌行、長野博、井ノ原快彦（V6/20th Century）

### スタッフ（新・俺たちの旅 Ver.1999）
- 原作 - 鎌田敏夫
- 脚本 - 小原信治、田子明弘、坂東賢二
- 音楽 - 増本直樹
- 演出 - 堤幸彦、猪股隆一、麻生学
- 主題歌 - V6「太陽のあたる場所」（avex trax）
第1話のオープニングのみ「俺たちの旅」を使用。オリジナル版のオープニング映像を新キャストで再現した。なお、第2話以降はオープニング自体が存在しない。
- 広報 - 片岡英彦
- プロデューサー - 櫨山裕子
- 製作プロダクション - オフィスクレッシェンド

### 放送日程（新・俺たちの旅 Ver.1999）
| 話数                                                      | 放送日        | サブタイトル                                   | 脚本     | 演出     | 視聴率 |
| --------------------------------------------------------- | ------------- | ---------------------------------------------- | -------- | -------- | ------ |
| 第1話                                                     | 1999年7月3日  | 男は無駄に命をかけるものなのです               | 小原信治 | 堤幸彦   | 16.1%  |
| 第2話                                                     | 1999年7月10日 | イッショウケンメイがいいのです                 | 田子明弘 | 堤幸彦   | 11.1%  |
| 第3話                                                     | 1999年7月17日 | 夜バイ大失敗！宿なし3人VS謎の中国人            | 小原信治 | 堤幸彦   | 8.8%   |
| 第4話                                                     | 1999年7月24日 | バイト作戦大失敗・キビしい現実にプー断念!?     | 田子明弘 | 猪股隆一 | 6.8%   |
| 第5話                                                     | 1999年7月31日 | 愛のビンボウ脱出作戦の罠母が泣いた大金         | 坂東賢二 | 猪股隆一 | 9.6%   |
| 第6話                                                     | 1999年8月7日  | この愛は真実!? 決死の逆ギレ男女交際宣言        | 小原信治 | 堤幸彦   | 7.6%   |
| 第7話                                                     | 1999年8月14日 | 魔術師デビッドC登場で部屋奪還作戦大ピンチ      | 坂東賢二 | 麻生学   | 8.0%   |
| 第8話                                                     | 1999年8月28日 | 兄はエリート僕倒産でプー人生まっ暗でもファイト | 田子明弘 | 猪股隆一 | 7.5%   |
| 第9話                                                     | 1999年9月4日  | 令嬢ゲットで就職OK！社長仰天…マブタの父で涙涙  | 坂東賢二 | 堤幸彦   | 9.3%   |
| 最終話                                                    | 1999年9月11日 | 結婚式で仰天発言！そして3人は…                 | 田子明弘 | 堤幸彦   | 11.8%  |
| 平均視聴率 9.6%（視聴率は関東地区・ビデオリサーチ社調べ） |               |                                                |          |          |        |

### ネットしていた局（新・俺たちの旅 Ver.1999）
- 日本テレビ
- 札幌テレビ
- 青森放送
- 秋田放送
- テレビ岩手
- 山形放送
- ミヤギテレビ
- 福島中央テレビ

- テレビ新潟
- テレビ信州
- 山梨放送
- 北日本放送
- テレビ金沢
- 福井放送
- 静岡第一テレビ
- 中京テレビ

- よみうりテレビ
- 日本海テレビ
- 西日本放送
- 四国放送
- 南海放送
- 高知放送
- 広島テレビ
- 山口放送

- 福岡放送
- 長崎国際テレビ
- くまもと県民テレビ
- テレビ大分
- 宮崎放送
- 鹿児島読売テレビ
- 沖縄テレビ

### 備考（新・俺たちの旅 Ver.1999）
- 2010年現在、ソフト化されていない。